# Asanović
Asanović je priimek v Sloveniji, ki ga je po podatkih Statističnega urada Republike Slovenije na dan 1. januarja 2010 uporabljalo 11 oseb in je med vsemi priimki po pogostosti uporabe uvrščen na 17.803. mesto.

## Znani tuji nosilci priimka
- Aljoša Asanović (*1965), hrvaški nogometaš
- Sreten Asanović (*1931), črnogorski pisatelj